# 이마리역
이마리역(일본어: 伊万里駅 이마리에키[*])은 일본 사가현 이마리시 신텐초에 위치한 큐슈여객철도, 마쓰우라 철도의 역이다.

## 개요
사가현 서부의 중심 도시인 이마리시의 대표역으로, 이마리 시의 중심 시가지의 남쪽에 위치한다. JR 큐슈의 지쿠히 선과 마쓰우라 철도의 니시큐슈 선의 2개 노선이 운행하며, 이 중 지쿠히 선은 이 역이 종점이다.
니시큐슈 선은 구 국철・JR 마쓰우라 선이었으며, 이 역은 국철・JR의 역으로서 먼저 개업한 마쓰우라 선을 소속 노선으로 하고 있었다. 국철 시대는 급행 「히라도」 「가라쓰」처럼 지쿠히 선과 마쓰우라 선을 직통 운행하는 열차도 설정되어 있었다. 1988년에 마쓰우라 선이 마쓰우라 철도 니시큐슈 선으로 전환되어 JR로서의 소속선은 지쿠히 선으로 변경된 뒤에도, JR와 마쓰우라 철도는 아리타역, 사세보역처럼 역사를 공용하고 있었고, 지쿠히 선과 니시큐슈 선의 선로도 연결되어 있었지만, 2002년에 도로를 사이에 두어 JR가 사용하는 동쪽 역사와 마쓰우라 철도가 사용하는 서쪽 역사로 나뉘어 선로도 분단되었다.
지쿠히 선의 서쪽 구간은 야마모토역이 기점이 되고 있지만, 이 역에 발착하는 열차는 모두 가라쓰 선 가라쓰역 또는 니시가라쓰 역을 시발・종점으로서 지쿠히 선까지 운행하고 있다. 니시큐슈 선은 이 역에서 운행 계통이 나뉘고 있어 아리타 방면으로의 열차, 다비라히라도구치・사세보 방면에서의 열차의 쌍방이 모두 이 역에서 회차한다.
또한 이 역은 마쓰우라 선의 중간역, 지쿠히 선의 종점역으로서 개업했지만, 마쓰우라선은 스위치 백 구조로 되어 있어 역 구내의 배선은 지쿠히 선과 마쓰우라 선의 쌍방향이 직통 가능했었다. 마쓰우라 선이 마쓰우라 철도 니시큐슈 선으로 전환되어 양 노선의 선로가 분단 되고 나서도 니시큐슈 선의 스위치 백은 남아 있다.

## 역사
- 1898년(메이지 31년) 8월 7일-이마리 철도가 개설.
- 1899년 12월 28일-이마리 철도를 규슈 철도가 매수.
- 1907년 7월 1일-규슈 철도가 국유화되어 제국 철도청이 소관.
- 1909년(메이지 42년) 10월 12일-이마리 선으로 노선 명칭 제정.
- 1935년(쇼와 10년) 3월 1일-기타큐슈 철도가 영업 개시.
- 1937년 10월 1일-기타큐슈 철도가 국유화되어 철도성 지쿠히 선에 소관.
- 1945년 3월 1일-이마리 선이 마쓰우라 선(일본어: 松浦線)으로 노선명 개칭.
- 1982년 11월 15일-화물 영업을 폐지.
- 1987년 4월 1일-국철 분할 민영화에 의해 큐슈여객철도가 계승.
- 1988년 4월 1일- JR 마쓰우라 선이 마쓰우라 철도 니시큐슈 선으로 전환, JR 이마리 역의 소속을 마쓰우라 선에서 지쿠히 선으로 변경.
- 2002년
  - 3월 1일- 신역사가 완공되어 지쿠히 선・니시큐슈 선간이 분단.
  - 10월 20일-동서의 역 건물 완성.

## 역 구조
상술한 대로, 1988년에 JR 마쓰우라 선이 마쓰우라 철도 니시큐슈 선으로 전환되고 나서도 역사는 공용되고 있었지만, 2002년 3월 1일에 지쿠히 선과 니시큐슈 선의 선로가 분단된 것에 맞추어 동쪽 역사(JR)와 서부 역사(마쓰우라 철도)의 두 개의 역사로 나뉘어 다른 역이 되었다. 동년 10월 20일에 동서의 역건물이 완성해 현재의 모습이 되어 있다. 동서의 역은 도로를 사이에 두어 보행자 데크로 연결되고 있고, 엘리베이터가 있다.

### JR 큐슈
단식 승강장 1면 1선의 지상역. JR 큐슈 철도 영업이 업무를 실시하는 업무 위탁역으로, 녹색 창구・자동 매표기가 설치되어 있다.

### 마쓰우라 철도
2면 3선의 승강장을 가지는 지상역. 상술한 대로 니시큐슈 선은 이 역이 스위치 백 구조이므로 승강장은 두단식이 되어 있다. 1번선은 아리타 방면과는 연결되지 않았다. 창구 및 자동 매표기가 있지만, 영업은 역무원 배치 시간(낮)만 되고 있다. 이마리 시 관광 협회의 매점이 있다.
2009년 8월 31일에 이마리 버스터미널이 폐쇄되었기 때문에, 다음 날인 9월 1일부터 서부 역사 앞에 「이마리 역 앞」버스 정류장이 신설되어 역사내에 사이히 버스와 쇼와 버스의 승차권 자동 매표기가 설치되어 있다. 버스의 정기권・회수권은 역사 내의 이마리 시 관광 협회의 매점에서 판매하고 있다.

### 승강장
| 1・2 | ■니시큐슈 선 | 마쓰우라・다비라히라도구치・사자・사세보 방면 |
| 3    | ■니시큐슈 선 | 아리타 행                                     |

## 이용 상황
- JR 큐슈- 2011년도의 1일 평균 승차 인원은 248명이다.
- 마쓰우라 철도- 2011년도의 1일 평균 승차 인원은 623명이다.

| 연도   | 1일 평균 승차 인원 | 1일 평균 승차 인원 |
| 연도   | JR 큐슈            | 마쓰우라 철도      |
| ------ | ------------------ | ------------------ |
| 2000년 | 378                | 912                |
| 2001년 | 362                | 885                |
| 2002년 | 336                | 821                |
| 2003년 | 340                | 817                |
| 2004년 | 322                | 732                |
| 2005년 | 313                | 742                |
| 2006년 | 286                | 699                |
| 2007년 | 288                | 586                |
| 2008년 | 263                | 687                |
| 2009년 | 268                | 597                |
| 2010년 | 266                | 621                |
| 2011년 | 248                | 623                |

## 역 주변
역 북측은 이마리시의 중심 시가지이며, 남쪽은 역사 개축공사에 따라 새롭게 만들어진 도로에 의해서 국도 202호로 연결되어 있다.

### 역 북측
- 「이마리 역 앞」버스 정류장
- 이마리 우체국
- 이마리 세무서
- 이마리 경찰서
- 도기 상가 자료관
- 이마리 신사
- 국도 204호

### 역 남측
- 국도 202호
- 맥스밸류 이마리 역전점
- 이마리 시청
- 이마리 시 소방본부
- 사가 통계 정보 사무소 가라쓰 출장소 이마리 분실
- 법무국 이마리 지국

### 버스 노선
서부 역사(마쓰우라 철도 역사) 앞에 「이마리 역 앞」버스 정류장이 있어, 쇼와 자동차(쇼와 버스), 사이히 자동차(사이히 버스)등의 노선 버스가 정차한다. 덧붙여 이마리 역 앞을 종점으로 하는 버스는 도로 맞은 쪽의 동쪽 역사(JR 이마리 역) 앞이 하차장이 된다.

#### 쇼와 버스
- 【고속】「이마리 호」 후쿠오카(하카타 버스 터미널・후쿠오카 공항)행
- (남 하타・가라쓰 방면) 가라쓰 오테구치, 하타가와치 경유 구로카와 행
- (모모가와・다케오 방면) 다케오 온천역 앞 경유 다케시타마치, 오카와노역 앞 경유 다치카와카미 행

#### 사이히 버스
- (니시아리타・사세보 방면) 사세보 버스 센터 경유 유키・모토마치・사세보 상고 행
- (우라노사키・마쓰우라 방면) 마쓰우라 버스 센터, 니시분 행
- (하타쓰・후쿠시마 방면) 후쿠시마 항, 기바 행
- (야마우치 정(다케오시) 방면) 미마사카역전행

#### 요카로 버스
- 「YOKARO」・하우스텐보스・커낼시티 하카타